# Of the Night (singel Bastille)
Of the Night – utwór brytyjskiego indierockowego zespołu Bastille, który znalazł się na ich pierwszej kompilacji zatytułowanej All This Bad Blood. Utwór wydany został 11 października 2013 roku przez wytwórnię Virgin Records jako pierwszy singel z kompilacji. Produkcją singla zajął się Dan Smith. Utwór to mushup dwóch dance’owych przebojów z lat 90: „The Rhythm of the Night” włoskiej grupy Corona oraz „Rhythm Is a Dancer” niemieckiej grupy Snap!. Do singla nakręcono także teledysk, a jego reżyserem był Dave Ma. Utwór zadebiutował na 2. miejscu w notowaniu UK Singles Chart i tylko 660 mniej sprzedanych kopii singla zadecydowało, że znalazł się za singlem „Somewhere Only We Know” Lily Allen.

## Pozycje na listach przebojów
| Kraj              | Lista (2013-14)         | Pozycja | Status          |
| ----------------- | ----------------------- | ------- | --------------- |
| Australia         | Top 50 Singles          | 6       | platynowa płyta |
| Austria           | Singles Top 75          | 17      | –               |
| Belgia (Flandria) | Ultratop 50             | 39      | –               |
| Belgia (Wallonia) | Ultratop 50             | 52      | –               |
| Dania             | Tracklisten Top 40      | 22      | złota płyta     |
| Hiszpania         | Singles Top 50          | 23      | –               |
| Holandia          | Single Top 100          | 88      | –               |
| Irlandia          | Top 50 Singles          | 2       | –               |
| Niemcy            | Top 100 Singles         | 10      | złota płyta     |
| Nowa Zelandia     | Top 40 Singles          | 28      | –               |
| Stany Zjednoczone | Hot Rock Songs          | 35      | –               |
| Szkocja           | Scottish Singles Top 40 | 2       | –               |
| Szwajcaria        | Singles Top 75          | 28      | –               |
| Szwecja           | Top 60 Singles          | 39      | –               |
| Wielka Brytania   | Singles Top 100         | 2       | złota płyta     |